# Festival d'échecs de Gibraltar

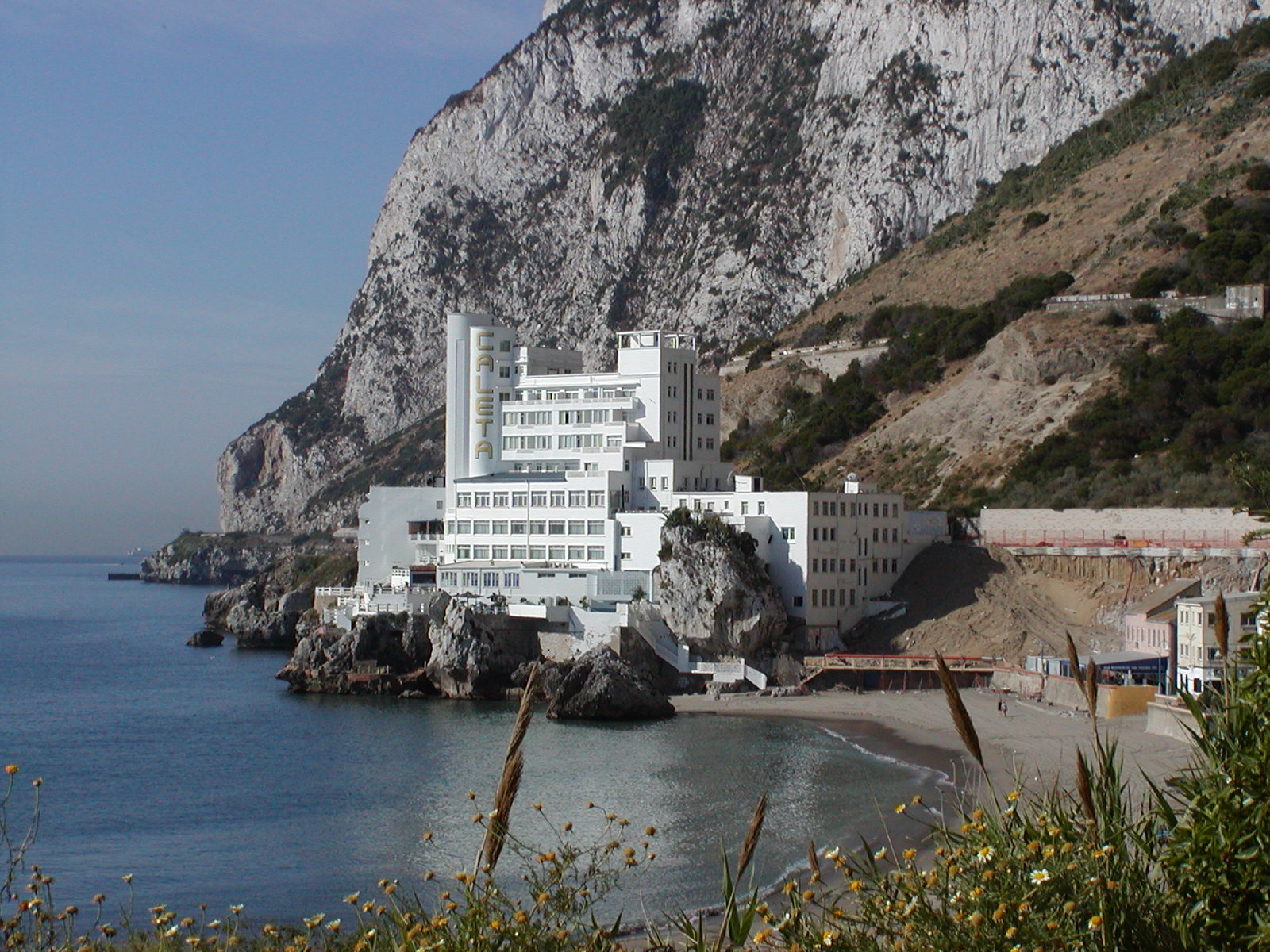
L'hôtel Caleta de Gibraltar.

Le Festival d'échecs de Gibraltar est un tournoi d'échecs qui a lieu chaque année depuis 2003, habituellement de fin janvier au début février à l'hôtel Caleta (en) de Gibraltar. 
Dans les années 2000, le tournoi était sponsorisé par l'entreprise de télécommunications Gib Telecom. De 2011 à 2018, il était sponsorisé par l'entreprise d'assurances Tradewise.

## Multiples vainqueurs

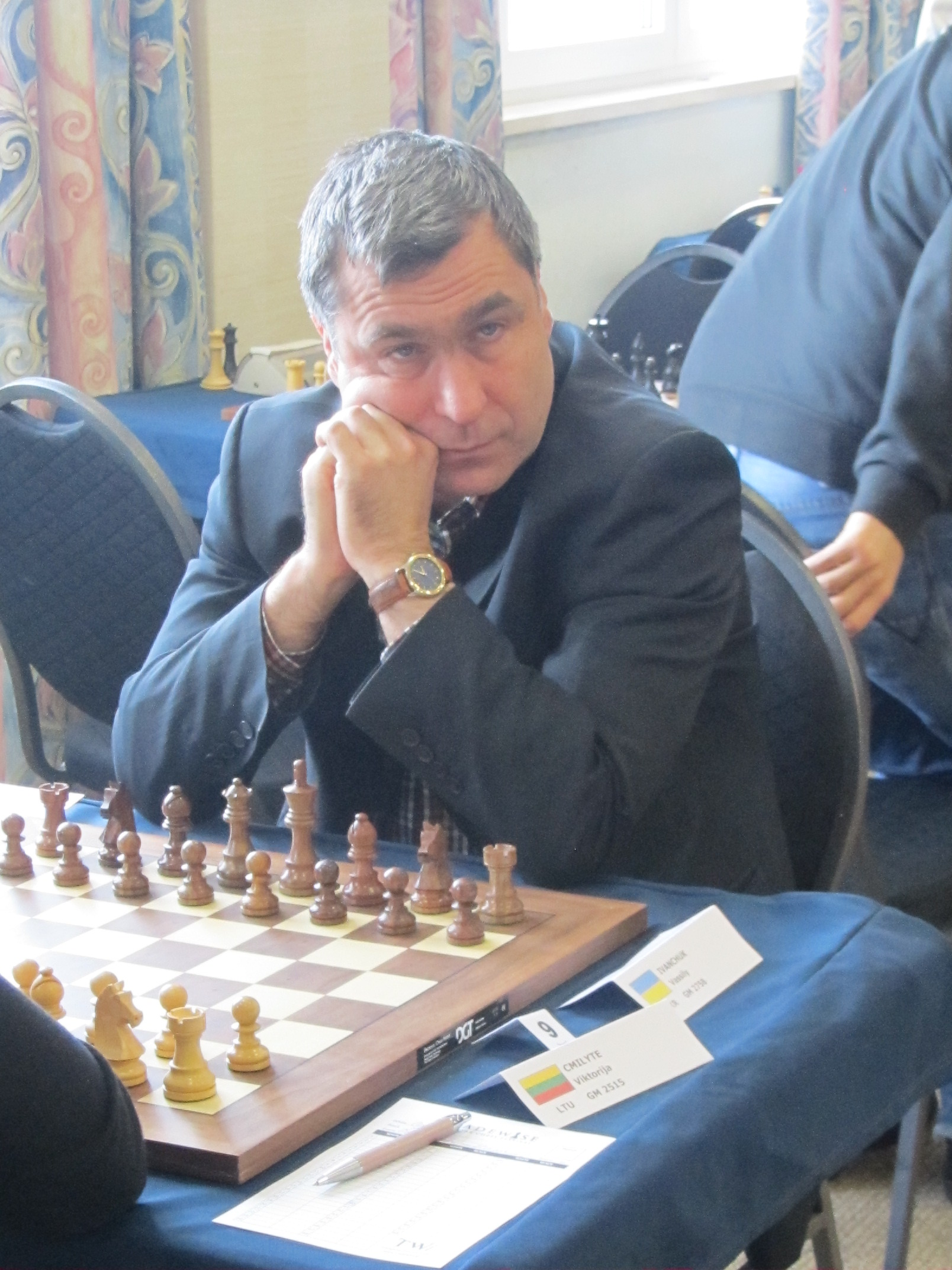
Vassili Ivantchouk en 2013 lors du tournoi de Gibraltar disputé à l’hôtel Caleta.

4 victoires et une première place ex æquo
- Hikaru Nakamura : en 2008, 2015, 2016, 2017 et ex æquo en 2018

3 victoires et une première place ex æquo
- Nigel Short : en 2003 (titre partagé), 2004, 2012 et ex æquo en 2013

2 victoires
- Kiril Georgiev : en 2005 (titre partagé) et 2006
- Levon Aronian : en 2005 (titre partagé) et 2018

1 victoire et 1 première place ex æquo
- Vassili Ivantchouk (en 2011 et 2014)
- Nikita Vitiougov (en 2013 et 2014)

4  premières places ex æquo
- Maxime Vachier-Lagrave (en 2013, 2016, 2018 et 2020)

2 premières places ex æquo
- Chanda Sandipan (en 2010 et 2013)

## Palmarès du tournoi
| Édition Année | Édition Année | Vainqueur(s) | Points (/ 10) | ex æquo |
| ------------- | ------------- | --- | --- | --- |
| 1             | 2003          | Vassílios Kotroniás Nigel Short                                                                                        | 7,5 | (titre partagé) |
| 2             | 2004          | Nigel Short | 8 | |
| 3             | 2005          | Levon Aronian, Zahar Efimenko, Kiril Georgiev, Alexeï Chirov Emil Sutovsky                                             | 7,5 | (titre partagé) |
| 4             | 2006          | Kiril Georgiev | 8,5 / 10 | |
| 5             | 2007          | Vladimir Akopian | 7,5 points en 9 rondes (83 %)                                                                                          | 7,5 points en 9 rondes (83 %) |
| 6             | 2008          | Hikaru Nakamura | 8 / 10 | Bu Xiangzhi |
| 7             | 2009          | Peter Svidler | 8 / 10 | Vadim Milov |
| 8             | 2010          | Michael Adams | 7,5 | Francisco Vallejo Pons, Jan Gustafsson Chanda Sandipan, Gata Kamsky Étienne Bacrot, Sergueï Movsessian Geetha Narayanan Gopal, Aleksandr Lenderman |
| 9             | 2011          | Vassili Ivantchouk | 9 / 10 | |
| 10            | 2012          | Nigel Short | 8 | Hou Yifan |
| 11            | 2013          | Nikita Vitiougov | 8 | Nigel Short Maxime Vachier Lagrave Chanda Sandipan                                                                                                 |
| 12            | 2014          | Ivan Chéparinov | 8 | Nikita Vitiougov Vassili Ivantchouk |
| 13            | 2015          | Hikaru Nakamura | 8,5 | |
| 14            | 2016          | Hikaru Nakamura | 8 | Maxime Vachier-Lagrave |
| 15            | 2017          | Hikaru Nakamura | 8 | David Antón Guijarro Yu Yangyi |
| 16            | 2018          | Levon Aronian | 7,5 | Maxime Vachier-Lagrave, Hikaru Nakamura Richárd Rapport, Nikita Vitiougov Michael Adams, Le Quang Liem                                             |
| 17            | 2019          | Vladislav Artemiev | 8,5 | |
| 18            | 2020          | David Paravian | 7,5 | Wang Hao, Daniil Iouffa Andreï Essipenko Maxime Vachier-Lagrave David Navara, Mustafa Yilmaz                                                       |
| 19            | 2022          | L'open du Festival de Gibraltar est remplacé par un match hommes contre femmes baptisé : Gibchess Battle of the Sexes. | L'open du Festival de Gibraltar est remplacé par un match hommes contre femmes baptisé : Gibchess Battle of the Sexes. | L'open du Festival de Gibraltar est remplacé par un match hommes contre femmes baptisé : Gibchess Battle of the Sexes.                             |

### Départages entre premiersex æquo
Depuis 2008, les joueurs à égalités pour la première place sont départagés par des matchs.
Si deux joueurs sont premiers ex æquo, ils disputent un mini-match de départage rapide.
Si trois joueurs sont premiers ex æquo, ils sont classés suivant leurs performances Elo ; le deuxième affronte le troisième en un mini-match et le vainqueur affronte en finale le premier suivant la performance Elo.
Si quatre joueurs ou plus sont ex æquo, les joueurs sont classés suivant la  performances Elo et les quatre premiers disputent un mini-tournoi à élimination directe (demi-finales et finale).

### Tournoi Gibtel (2003 à 2010)
- 2003 : Vassílios Kotroniás et Nigel Short (7,5/10) partagent le titre[15].
- 2004 : Nigel Short (8/10), vainqueur devant Surya Ganguly (7,5/10)[16]
- 2005 : cinq joueurs ex æquo (7,5/10) partagent le titre : Levon Aronian, Zahar Efimenko, Kiril Georgiev, Alexeï Chirov et Emil Sutovsky[17]
- 2006 : Kiril Georgiev (8,5/10), un point d'avance sur Short et Sutovsky[18]
- 2007 : Vladimir Akopian (7,5/9) devant Aleksandr Arechtchenko, Hikaru Nakamura et Emil Sutovsky (7/9)[19]
- 2008 : Hikaru Nakamura (8/10)[20] après un mini-match de départage contre Bu Xiangzhi (2-0)[21]
- 2009 : Peter Svidler (8/10)[22] après un mini-match de départage contre Vadim Milov (2-0)[23]
- 2010 : neuf joueurs ex æquo (7,5 / 10) ;
  - vainqueur : Michael Adams[24] après un mini-tournoi de départage à quatre (demi-finales et finale) devant Francisco Vallejo Pons (finaliste)  ;
  - demi-finalistes : Jan Gustafsson et Chanda Sandipan ;
  - 5e : Gata Kamsky ; 6e : Étienne Bacrot ; 7e : Sergueï Movsessian : 8e : Geetha Narayanan Gopal ; 9e : Aleksandr Lenderman.

### Tournoi Tradewise (2011 à 2018)
- 2011 : Vassili Ivantchouk (9/10)[25], meilleure performance de l'histoire du tournoi, devant Short (8,5/10)
- 2012 : Nigel Short (8/10) après un mini-match de départage contre Hou Yifan (1,5-0,5)[26]
- 2013 : quatre joueurs ex æquo (8/10) :
  - Nikita Vitiougov vainqueur après un mini-tournoi de départage (demi-finales et finale) devant Nigel Short (finaliste), Maxime Vachier-Lagrave et Chanda Sandipan[27],[28]
- 2014 :  trois joueurs ex æquo (8/10) :
  - Ivan Chéparinov vainqueur après un mini-match contre Vassili Ivantchouk qui a éliminé Nikita Vitiougov précédemment. Chaque joueur a dû choisir un morceau de papier numéroté - le bulgare a gagné le tirage au sort (!) et joua donc le vainqueur du seul match de demi-finale entre Ivantchouk et Vitiougov.
- 2015 : Hikaru Nakamura (8,5/10) devant David Howell (8/10)
- 2016 : Hikaru Nakamura (8/10) après un mini-match de départage contre Maxime Vachier-Lagrave (8/10)
- 2017 : trois joueurs ex æquo (8/10) :
  - Hikaru Nakamura vainqueur après deux mini-matchs de départage contre David Antón Guijarro et Yu Yangyi (8/10)
- 2018 : sept joueurs ex æquo (7,5 / 10) ;
  - vainqueur : Levon Aronian après un mini-tournoi de départage à quatre (demi-finales et finale) devant Maxime Vachier-Lagrave (finaliste)  ;
  - demi-finalistes : Hikaru Nakamura et Richárd Rapport ;
  - 5e-6e : Nikita Vitiougov et Michael Adams ; 7e : Le Quang Liem

### Depuis 2019
- 2019 : Vladislav Artemiev (8,5/10) : vainqueur devant Murali Karthikeyan (8/10)
- 2020 : sept joueurs ex æquo (7,5 / 10)
  - vainqueur : David Paravian qui bat Wang Hao en finale des départages ;
  - demi-finalistes : Daniil Iouffa et Andreï Essipenko
  - 5e : Maxime Vachier-Lagrave ; 6e : David Navara ; 7e : Mustafa Yilmaz

### Meilleures joueuses des tournois
- 2003 : Nóra Medvegy : 5,5 / 10
- 2004 : Pia Cramling : 6 / 10
- 2005 : Ketevan Arakhamia-Grant, Viktorija Cmilyte, Pia Cramling, Iweta Radziewicz, Almira Skripchenko : 6 / 10
- 2006 : Antoaneta Stefanova, Zhu Chen et Natalia Joukova : 6,5 / 10
- 2007 : Jovanka Houska, Antoaneta Stefanova : 6 / 9
- 2008 : Ketevan Arakhamia-Grant, Viktorija Cmilyte, Dronavalli Harika, Antoaneta Stefanova : 6,5 / 10
- 2009 : Nana Dzagnidzé, Antoaneta Stefanova, Pia Cramling : 7 / 10
- 2010 : Natalia Joukova, Humpy Koneru : 7 / 10
- 2011 : Nana Dzagnidzé, Salomé Melia : 7 / 10
- 2012 : Hou Yifan : 8 / 10 (deuxième du tournoi)
- 2013 : Zhao Xue : 7,5 / 10 (cinquième ex æquo du tournoi)
- 2014 : Mariya Mouzytchouk, Zhao Xue, Natalia Joukova : 7 / 10
- 2015 : Hou Yifan (troisième ex æquo du tournoi) : 7,5 / 10
- 2016 : Anna Mouzytchouk : 7 / 10
- 2017 ; Ju Wenjun : 7 / 10
- 2018 : Pia Cramling, Kateryna Lagno : 6,5 / 10
- 2019 : Tan Zhongyi : 7 / 10
- 2020 : Tan Zhongyi : 7 / 10